# Chemiewaffenprogramm des Irak
Das Chemiewaffenprogramm des Irak bestand von 1979 bis 1991. Dem Genfer Protokoll über das Verbot der Verwendung von erstickenden, giftigen oder ähnlichen Gasen sowie von bakteriologischen Mitteln im Kriege vom 17. Juni 1925 trat der Irak am 7. April 1931 bei. Das Inkrafttreten für den Irak erfolgte am 8. September 1931. Trotz dieses Verbots entwickelte der Irak von 1979 bis 1991 im Project 922 chemische Waffen und setzte diese im Ersten Golfkrieg (1980–1988) sowie bei der Anfal-Operation (1988) bei militärischen Operationen ein. Über 10.000 Menschen wurden dabei von Chemiewaffen getötet, mehr als 50.000 schwer verletzt.

## Anfänge

Saddam Hussein

1968 wurde das Iraqi Chemical Corps auf der heutigen Militärbasis Al-Rashid gegründet, deren Armeeoffiziere für die chemische Kriegsführung von den USA und Russland ausgebildet wurden. 1974 wurde das Al-Hazen-Ibn-Al-Haitham-Institute gegründet, das erste Versuche unternahm, Chemiewaffen herzustellen. Hauptmann Ghassan Ibrahim wurde Leiter, Faiz Shahin sein Stellvertreter. Das Institut stand unter Kontrolle des irakischen Geheimdienstes. 1975 zog die Einheit in die Nähe von Samarra (al-Muthanna) um; das Chemiewaffenprogramm firmierte nun unter Projekt 1/75, Leiter wurde Generalleutnant Nizar Attar. Die in Moskau ausgebildeten Doktoren Imad Hussein el-Ani,
Salah-al-Din Abda Ilah und Hammad Shakir verstärkten das Team. 1979, mit dem Aufstieg Saddam Husseins, erlangte das Projekt 1/75 die Kapazität, ein groß angelegtes Chemiewaffenprogramm zu beginnen. 1980 wurde das Projekt 1/75 umbenannt in Projekt 922, nun in der Lage, industriemäßig Chemiewaffen herzustellen.
Der Irak wurde seit 1975 mit Lieferungen von technischem Gerät und Know-how von 50 internationalen Firmen – darunter 24 aus den USA – versorgt, die das ganze Spektrum von atomaren, biologischen und chemischen Kampfstoffen sowie Raketentechnologie umfasste.

## Strukturen

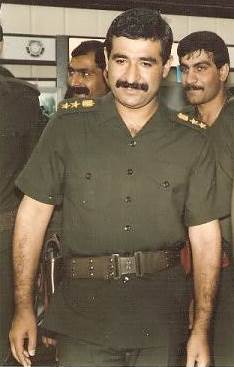
Hussein Kamel

Das Projekt 922 unterstand direkt dem Ministerium für Industrie und militärische Industrialisierung. Deren Leiter war ab 1982 General Hussein Kamel, der damit für das irakische Raketenprogramm sowie die chemische und biologische Waffenentwicklung zuständig war. Stellvertreter und nachgeordnet waren Generalleutnant Amer al Sa’adi und Generalleutnant Amer M. Rasheed. Durch eine Umstrukturierung wurde 1987 Generalmajor Faiz Shahin (ehemaliger Stellvertreter des Al-Hazen-Ibn-Al-Haitham-Institutes) Nachfolger von Hussein Kamel und löste gleichzeitig den Leiter des Projekts 922, General Nizar Attar ab. Hussein Kamel blieb jedoch übergeordnet, als Leiter des Office of National Security, der „Supervisor“.
Das Chemiewaffenprogramm, verdeckt geführt unter State Establishment for Pesticide Produktion, wurde in  Muthanna State Establishment umbenannt, mit Sitz in der Nähe von Samarra; verantwortlicher Leiter war von 1975 bis 1987 General Nizar Attar. 60 Doktoren der Naturwissenschaften, 200 Ingenieure und 600 Techniker umfasste das Stammpersonal, insgesamt etwa 2.000 Beschäftigte für das Chemiewaffenprogramm in den Jahren 1981–1991. Über 80 Prozent der Doktoren und 40 % der Ingenieure wurden im Westen ausgebildet. Im Laufe der Jahre entwickelte der Irak eine Automatisierung der Herstellung sowie Abfüllung von Chemiewaffen. 1982 wurde noch von Hand jede einzelne Granate befüllt (35 je Stunde), 1985 gab es eine halbautomatische Füllstation, 1986 eine vollautomatische Abfüllanlage. Auf dem Höhepunkt seiner Kapazität konnte das irakische Chemiewaffenprogramm 8–11 Tonnen Giftgas pro Tag herstellen. Fünf Hauptanlagen, al-Muthanna, Fallujah 1, 2, 3 und Muhammadyiat bildeten den Komplex Muthanna State Establishment.

## Erster Golfkrieg

### Zulieferung und Herstellung

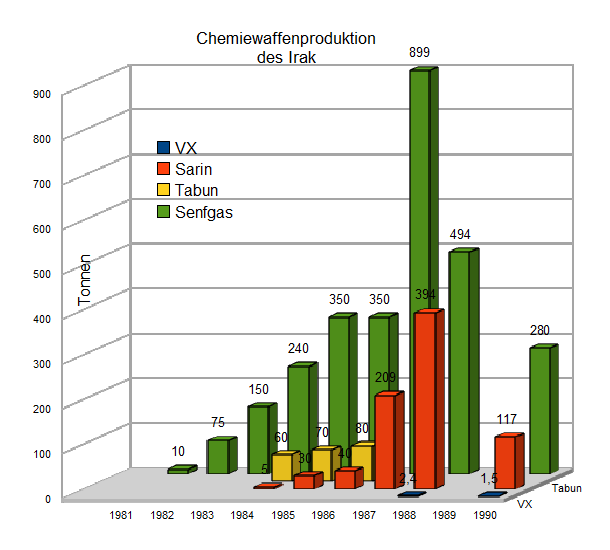
Chemiewaffenproduktion des Irak

Der Irak wurde mit chemischen Grundsubstanzen, Ausrüstung und Bombenbehältern von verschiedenen Ländern beliefert. Der Irak gab 1991 an, 17.602 Tonnen an chemischen Grundsubstanzen erhalten zu haben.

Liste der Länder die Grundsubstanzen, Ausrüstung und Bombenbehälter/Raketensprengköpfe für chemische Waffen lieferten:
| Land                | Grundsubstanzen in Tonnen | Ausrüstung in Prozent | Bombenbehälter in Stückzahlen |
| ------------------- | ------------------------- | --------------------- | ----------------------------- |
| Ägypten             | 2.400                     |                       | 28.500                        |
| Brasilien           | 100                       |                       |                               |
| Volksrepublik China |                           |                       | 45.000                        |
| Deutschland         | 1.027                     | 52,6 %                |                               |
| Frankreich          |                           | 21,6 %                |                               |
| Indien              | 2.343                     |                       |                               |
| Italien             |                           |                       | 75.000                        |
| Luxemburg           | 650                       |                       |                               |
| Niederlande         | 4.261                     |                       |                               |
| Österreich          |                           | 16,0 %                |                               |
| Singapur            | 4.515                     |                       |                               |
| Spanien             |                           | 4,4 %                 | 57.500                        |

„Westdeutsche Firmen mit Ostdeutschem Design“ errichteten zwischen 1982 und 1983 in al-Muthanna eine Chemiefabrik unter dem Deckmantel der Pestizid-Produktion. Spezialisten aus Ägypten modifizierten ab 1983 den Raketenwerfer BM-21 und die 122-mm-Raketen mit Kunststoffeinlagen an den Sprengköpfen für die Verwendung von chemischen Kampfstoffen (Sarin).
Wie die UNMOVIC in ihrem Bericht von 2006 feststelle, hatte der Irak im Jahre 1981 bereits zehn Tonnen Senfgas (Lost) produziert. Im Laufe der Jahre kamen Tabun, Sarin und VX dazu. Der Irak hatte bis zum Jahre 1991 3.850 Tonnen chemischer Kampfstoffe produziert, von denen 3.300 Tonnen aufmunitioniert wurden.

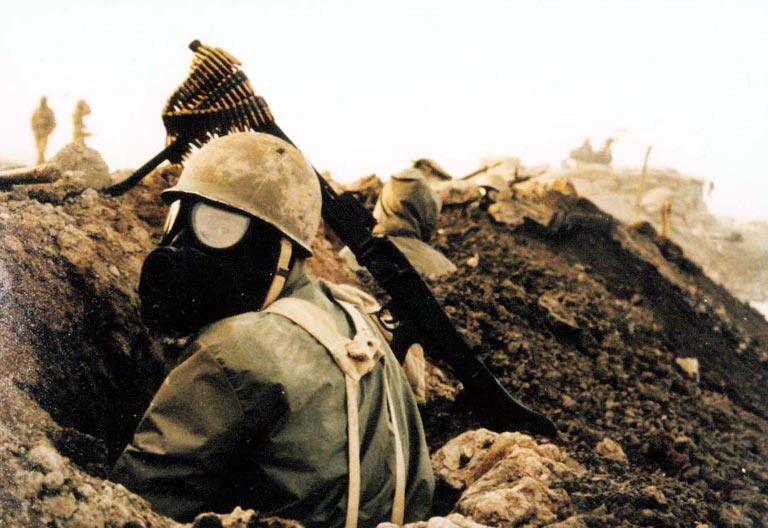
Iranischer Soldat mit Gasmaske

### Einsatz

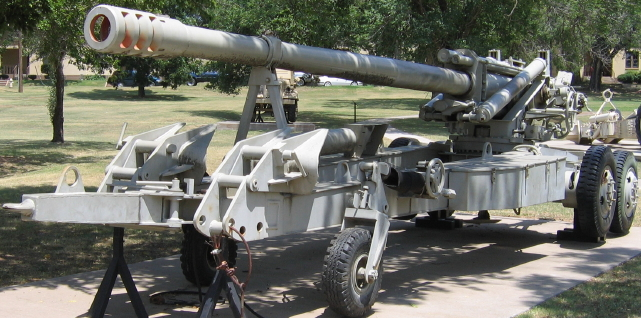
Haubitze der irakischen Armee

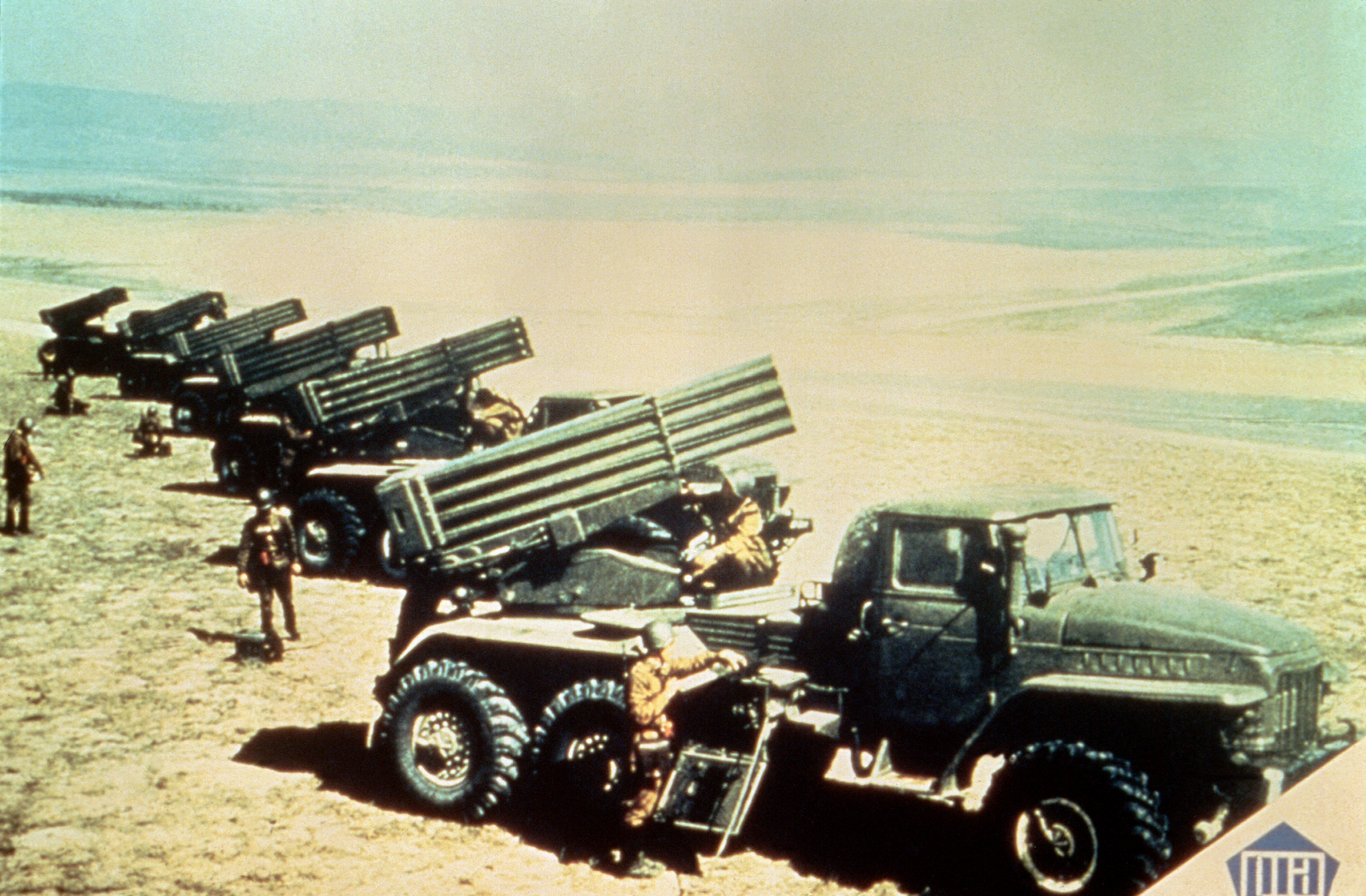
Raketenwerfer der irakischen Armee

Erinnerungstafel vor der deutschen Botschaft in Teheran

Das iranische Außenministerium stellte in seiner Erklärung vom 18. November 1980 bereits den Einsatz von chemischen Kampfmitteln durch die irakische Armee fest, die offensichtlich in Kanistern über iranischen Stellungen abgeworfen wurden. Am 9. August 1983 erfolgte ein irakischer Giftgasangriff während der iranischen Operation Dawn 4 an der Fernverkehrsstraße Rawanduz–Piranschahr. Der nächste bekannte Einsatz von Giftgas erfolgte am 26. Januar 1984, dann am 29. Februar 1984. Der internationalen Presse wurden in Teheran die Opfer gezeigt. Am 16. Februar 1984 veröffentlichte der iranische Außenminister 49 Fälle von Einsätzen chemischer Waffen auf irakischer Seite an insgesamt vierzig Frontabschnitten, dabei starben 109 Soldaten. Die am 2. März 1984 durch Giftgas verletzten Iraner wurden zur Behandlung nach Österreich, Schweden und in die Schweiz geflogen, die am 15. März 1984 verletzten Iraner zur Behandlung nach Deutschland geflogen.
Liste der chemischen Angriffe des Irak auf iranische Stellungen von 1983 bis 1988:
| Jahr  | Angriffe | Tote  | Verletzte |
| ----- | -------- | ----- | --------- |
| 1983  | 20       | 19    | 2.515     |
| 1984  | 47       | 34    | 2.343     |
| 1985  | 90       | 51    | 10.546    |
| 1986  | 47       | 11    | 6.537     |
| 1987  | 33       | 5390  | 16.670    |
| 1988  | 47       | 260   | 4.284     |
| Summe | 284      | 5.765 | 42.931    |

Liste der bis 1988 abgeschossenen chemischen Sprengkörper:
| Spezifikation      | Größe     | Giftgas             | Giftgasmenge pro Sprengkörper | Einsatzzeit | Anzahl                     |
| ------------------ | --------- | ------------------- | ----------------------------- | ----------- | -------------------------- |
| Fliegerbombe       | BR-250 kg | Senfgas Sarin Tabun | 60 ltr.                       | 1983–88     | 6.500                      |
| Fliegerbombe       | BR-500 kg | Senfgas Sarin Tabun | 120 ltr.                      | 1983–88     | 12.000 3 mit VX (nur Test) |
| Fliegerbombe       | DB-2      | Sarin               | 260 ltr.                      | 1988        | 155                        |
| Artilleriemunition | 130 mm    | Senfgas             | 1,9 ltr.                      | 1982–83     | 4.000                      |
| Artilleriemunition | 155 mm    | Senfgas             | 3,5 ltr.                      | 1984–88     | 54.550                     |
| Raketenwerfer      | 122 mm    | Sarin               | 5–8 ltr.                      | 1986–88     | 27.000                     |
| Summe              |           |                     |                               |             | 104.205                    |

### Einstellung und Abwertung
Die irakische Propaganda sprach von den „Horden Chomeinis“ oder „persischen Hunnen“, die der Irak aufhalten müsste, um die östliche Grenze der arabischen Welt zu sichern.
Einer der verantwortlichen Frontkommandeure, Generalmajor Mahir Abdul Rashid verglich die Giftgasangriffe gegen iranische Stellungen mit dem Kampf gegen Insekten:

„Großer Sir, gerne informieren wir Sie von der Vernichtung von Tausenden von schädlichen Magier*-Insekten [* damit sind Perser gemeint], die letzte Nacht in einer erfolgreichen Offensive durchgeführt wurde. [...] Wir haben das was von den schädlichen Insekten übrig blieb in Vogel- und Fischfutter verwandelt.“

„Wenn Sie mir ein Pestizid geben, werfe ich es auf die Insektenschwärme.“

Auf die Frage eines Ingenieurs was hier [al-Muthanna] gemacht werden würde:

„Wir stellen Mittel gegen Ungeziefer her - gegen Wanzen, Flöhe, Heuschrecken, Perser, Israelis“

### Anfal-Operation

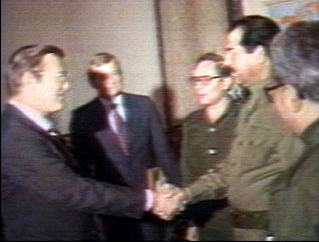
Sondergesandter der USA, Donald Rumsfeld bei Saddam Hussein (20. Dezember 1983)

Saddam Hussein setzte Giftgas auch gegen die eigene kurdische Zivilbevölkerung ein. Der Weltöffentlichkeit bekannt wurde der Giftgasangriff auf Halabdscha. Der vergleichbare Giftgasangriff auf Sardasht, eine iranische Stadt, welcher 9 Monate vor dem Angriff auf Halabdscha stattfand, fand erst als Folge der Aufdeckung des Giftgasangriffs auf Halabdscha ein Medienecho. Weitere 40 Angriffe mit Giftgas auf kurdische Orte und Städte  wie im Gebiet um Sulaimaniyya (29. Februar 1988) und Marivan (22. März 1988, 31 Tote, 450 Verletzte) wurden weniger bekannt.

### Internationale Reaktionen
Wegen der schlechten Beziehungen des Iran zur internationalen Gemeinschaft kam es nur zu verhaltenen Protesten gegen den Irak bezüglich dessen Giftgaseinsatz. Dem Sicherheitsrat der Vereinten Nationen lagen am 26. März 1984 stichhaltige Beweise für den Giftgaseinsatz auf irakischer Seite vor.
Das State Department war darauf bedacht, bei der Frage nach dem Einsatz von Giftgas gegenüber der irakischen Regierung, das richtige „Timing“ zu erwischen, um die bilateralen Beziehungen nicht zu gefährden. Die UN-Resolution 582 (1986) vom 24. Februar 1986 stellt erstmals den Einsatz von Giftgas fest und ermahnt beide Konfliktparteien (Iran und Irak) sich an das Genfer Protokoll zu halten. Die UN-Resolution 612 (1988) vom 9. Mai 1988 erwartet, dass beide Parteien in Zukunft auf den Einsatz chemischer Waffen verzichten.
Damit war die weltweite politische Reaktion vorgegeben. Es wurden im Ersten Golfkrieg beide Kriegsparteien beschuldigt, Giftgas eingesetzt zu haben.

## Zweiter Golfkrieg und Irakkrieg
Mit Beginn des Zweiten Golfkriegs stoppte der Irak die Produktion von chemischen Waffen. Der Irak deklarierte nach dem Zweiten Golfkrieg 56.281 mit Giftgas bestückte/noch nicht gefüllte Sprengkörper als Restbestände. Durch UN-Resolution 687 (1991) war der Irak gebunden, alle Untersuchungen hinsichtlich des Genfer Protokolls vornehmen zu lassen und falls vorhanden, Chemiewaffen zu zerstören. Bis 1994 wurden diese unter Aufsicht der UN zerstört.
Die United Nations Special Commission arbeitete bis Ende 1998 im Irak – die Operation Desert Fox sowie interne Meinungsverschiedenheiten beendeten diese. Ab dem 27. November 2002 arbeitete, aufgrund der Resolution 1441 des UN-Sicherheitsrates, die United Nations Monitoring, Verification and Inspection Commission (UNMOVIC) im Irak.
Eine der Begründungen für den Irakkrieg war, dass der Irak (immer noch) chemische Massenvernichtungswaffen habe, die eine akute Bedrohung darstellen würden. Dies konnte nicht erhärtet werden. Es wurden jedoch 53 mit chemischen Waffen gefüllte Raketen und Granaten sichergestellt, die aus Munitionsbunkern oder anderen Orten gestohlen worden waren.

## Verurteilungen und Folgen

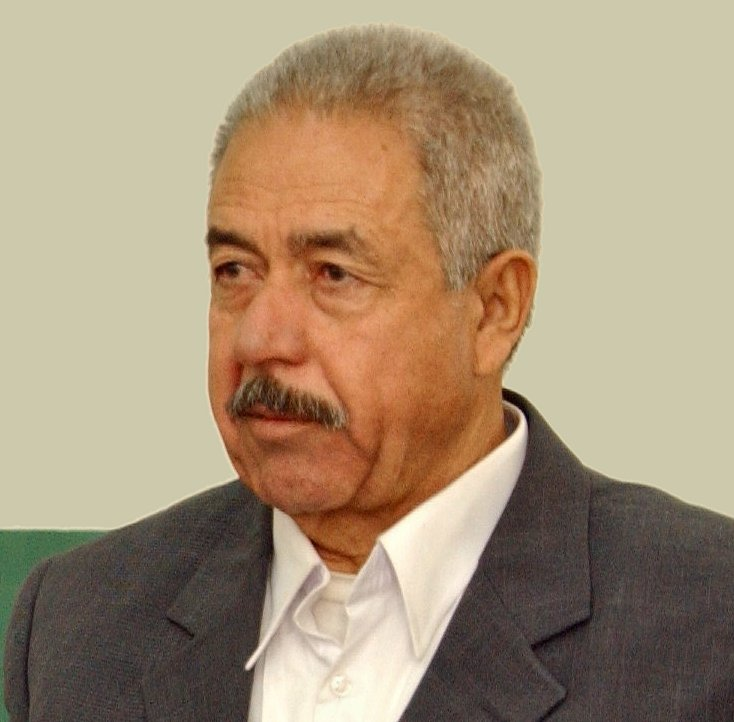
Hasan al-Madschid

Hussein Kamel wurde am 23. Februar 1996 hingerichtet, nachdem er in den Irak zurückkehrte. Ali Hasan al-Madschid wurde am 17. Januar 2010 als Hauptverantwortlicher des Giftgasangriffs auf Halabdscha zum Tode verurteilt und am 25. Januar 2010 hingerichtet. Frans van Anraat wurde zu 17 Jahren Haft verurteilt, weil er tausende Tonnen chemikalischer Stoffe zur Herstellung von Giftgas in den Irak geliefert hatte. Nach Angaben der Bundesregierung bedurfte es weder nach außenwirtschaftsrechtlichen Vorschriften noch nach den Bestimmungen des KWKG einer Ausfuhr- bzw. einer sonstigen Genehmigung. Die Bundesregierung hat jedoch mit Wirkung vom 15. Mai 1984 die Ausfuhr der nachstehenden chemischen Produkte
- a) Methylphosphonsäuredimethylester,
- b) Methylphosphonsäuredifluorid,
- c) Methylphosphonsäuredichlorid,
- d) Phosphoroxychlorid,
- e) Thiodiglycol

einem Genehmigungsvorbehalt unterstellt.
Im Zusammenhang mit dem Chemiewaffenprogramm des Irak entstand als Erweiterung des Genfer Protokolls die Chemiewaffenkonvention vom  3. September 1992 und das Wassenaar-Abkommen vom 12. Mai 1996.